# Romowe Rikoito
Romowe Rikoito – grupa muzyczna z Litwy Mniejszej grająca muzykę neofolk. Została założona przez Glabbisa Niktoriusa w 1995 i nazwana od świętego miejsca pogańskich Prusów Romowe (znane także jako Rikoyto). Wydali 5 albumów – pierwsze dwa Narcissism i L’Automne Eternel inspirowane są depresją, melancholią i tematem śmierci, natomiast Āustradēiwa, Undēina i Nawamār odwołują się do historii regionu pruskiego.
Muzyka Romowe Rikoito opisywana jest jako „głęboka, unikalna, melancholijna, dekadentystyczna i tajemnicza”. Grupa wykonywała utwory takich osób jak Aleister Crowley, Dante Gabriel Rossetti, Gerard de Nerval, Chidiock Tichborne, a także pruską wersję wstępu do pierwszej litewskiej poezji „Metai” napisanej przez Kristijonas Donelaitis.
W 2014 niezależna litewska wytwórnia wydała czwarty album grupy Romowe Rikoito pod tytułem Undēina, który został opisany jako „magiczna podróż przez nowoczesny świat wschodniego Bałtyku”. Prawie wszystkie utwory zaśpiewane są w języku pruskim, poza instrumentami kojarzonymi z mrocznym folkiem, użyto też chordofonu szarpanego kanklės i okaryny. Undēina dedykowana jest pruskiej mitologii, sagom i świętym miejscom kultu. Cały podkład muzyczny został nagrany w terenie (pośród lasów, rzek, dolin) leżącym w granicach dawnej krainy pruskiej.

## Członkowie

### Obecni
- Glabbis Niktorius – wokal, gitary
- Alwārmija – wokal
- Āulaukis (Alexey Popov) – gitary
- Anny (Anna Ivanova) – wiolonczela

### Byli
- Johnny (Sergey Ivanov) – gitary
- Poonk (Dmitry Demidov) – skrzypce, klawisze
- Victoria Koulbachnaya – flet, klawisze
- Elena Kosheleva – skrzypce
- Julia – wokal

## Dyskografia
- Narcissism (1997)
- L’Automne Eternel (2000)
- Āustradēiwa (2005)
- Undēina (2014)
- Nawamār (2016)